# ديكسون ماتشادو
ديكسون ماتشادو (بالإسبانية: Dixon Machado)‏ هو لاعب كرة قاعدة فنزويلي، ولد في 22 فبراير 1992 في سان كريستوبال في فنزويلا.

## وصلات خارجية
- ديكسون ماتشادو على موقع دوري كرة القاعدة الرئيسي (الإنجليزية)
- ديكسون ماتشادو على موقع دوري كوريا الجنوبية لكرة القاعدة (الإنجليزية)
- ديكسون ماتشادو على موقعبيزبول رفرنس.كوم (الدوري الرئيسي) (الإنجليزية)
- ديكسون ماتشادو على موقعبيزبول رفرنس.كوم (الدوري الثانوي) (الإنجليزية)
- ديكسون ماتشادو على موقع إي إس بي إن.كوم (أم.أل.بي) (الإنجليزية)
- ديكسون ماتشادو على موقع مشجعي الرسوم البيانية (الإنجليزية)